# Тепикина, Мария Николаевна
Мария Николаевна Тепикина (в замужестве Попова; 15 февраля 1917, Нижние Серги, Российская империя — 2003, Лобня, Россия) — советская лётчица периода Великой Отечественной войны, заместитель командира эскадрильи 46-го гвардейского ночного бомбардировочного авиационного Таманского Краснознамённого ордена Суворова полка.

## Биография
Родилась 15 февраля 1917 года в поселке Нижние Серги Красноуфимского уезда Пермской губернии (ныне — город в Свердловской области).
Получила среднее и среднее техническое образование. Окончив Свердловскую военную школу пилотов (ныне не существует), работала инструктором в Актюбинской авиашколе Гражданского воздушного флота.
С августа 1943 года была на фронтах Великой Отечественной войны, выполняя боевые задания в качестве лётчика, командира авиазвена, заместителя командира авиаэскадрильи 46-го гвардейского авиаполка ночных бомбардировщиков. Совершила более шестисот ночных боевых вылетов на самолёте По-2 на бомбардировку живой силы и техники противника. Была награждена орденами Красного Знамени, Отечественной войны 1-й и 2-й степеней, а также медалями.
После войны Мария Николаевна трудилась в гражданской авиации на должностях пилота на Ли-2, диспетчера командно-диспетчерского пункта, была организатором и начальником службы бортпроводников в аэропорту «Шереметьево».
С 1961 года проживала в Лобне, участвовала в общественной жизни города, являлась членом КПСС.
Погибла в 2003 году во время пожара.
В книге Марины Чечневой «„Ласточки“ над фронтом» упоминается Мария Тепикина.

## Память
- Почётный гражданин города Лобня (1999 год, за долголетнюю работу, активное участие в общественной жизни города, особые заслуги перед отечественной авиацией)[3].
- В Музее истории города Лобня одна из экспозиций посвящена этой легендарной лётчице, жительнице Лобни, где хранятся её наградные колодки, личные вещи, книга Р. Е. Ароновой «Ночные ведьмы» о военных летчицах 46-го гвардейского авиаполка[1].
- В городской средней школе № 5 имеется стенд, посвящённый Марии Николаевне[4].
- Накануне 9 мая 2007 года на доме, где жила Мария Николаевна, ей была установлена мемориальная доска[5].